# Knemidokoptes jamaicensis
Espèce
Knemidokoptes jamaicensis est une espèce d'acariens de la famille des Knemidokoptidae connue pour produire la gale chez la Sittelle à poitrine blanche (Sitta carolinensis).

## Systématique
Le nom valide complet (avec auteur) de ce taxon est Knemidokoptes jamaicensis Turk (d), 1950. L'espèce a été initialement décrite sous le synonyme de Cnemidocoptes jamaicensis.

### Publication originale
- (en) F. A. Turk, « A new species of parasitic mite, Cnemidocoptes jamaicensis, a causative agent of scaly leg in Turdus aurantiacus », Parasitology, Royaume-Uni, vol. 40, nos 1-2,‎ janvier 1950, p. 60-62 (ISSN 0031-1820, e-ISSN 1469-8161, DOI 10.1017/S003118200001787X).